# 북부두더지들쥐
북부두더지들쥐(Ellobius talpinus)는 비단털쥐과에 속하는 설치류의 일종이다. 동부 유럽과 아시아의 넓은 지역에 분포한다.

## 분포
카자흐스탄과 투르크메니스탄, 키르키스탄, 우즈베키스탄, 우크라이나, 러시아 남부 지역, 시베리아 서부, 아프가니스탄 북부, 몽골, 중국 북부 지역에서 발견된다.

## 특징
북부두더지들쥐는 몸길이가 약 130mm이고 짧은 꼬리를 가진 작은 포유류로 몸무게는 최대 70g이다. 암컷이 수컷보다 약간 크다. 몸은 쐐기 형태이고, 머리는 편평하며 목은 짧고 앞다리의 근육은 강하게 발달해 있다. 짧고 무성한 갈색 털을 갖고 있으며, 상체는 약간 연한 색을 띤다. 발은 털이 없고 핑크색이다. 큰 앞니를 이용하여 굴을 파서 땅 속에서 생활할 수 있도록 적응되어 있다.